# Vüqar Rəsulov
Vüqar Ural oğlu Rəsulov (ur. 5 kwietnia 1991) – azerski szachista, arcymistrz od 2011 roku.

## Kariera szachowa
Wielokrotnie reprezentował Azerbejdżan na mistrzostwach świata i Europy juniorów w różnych kategoriach wiekowych, zdobywając dwa medale: złoty (Szybenik 2007) oraz brązowy (Herceg Novi 2006), oba w ME do 16 lat. W 2006 r. wystąpił na olimpiadzie juniorów (do 16 lat), rozegranej w Ağrı.
W 2009 r. podzielił III-V m. w finale indywidualnych mistrzostw Azerbejdżanu. Normy na tytuł arcymistrza wypełnił podczas mistrzostw Europy w Budwie (2009) oraz w Baku (2010, III m. za Nidżatem Abasowem i Faridem Abbasowem). W 2010 r. zdobył tytuł mistrza kraju juniorów w kategorii do 20 lat oraz podzielił I-III m. w otwartym turnieju w Isfahanie, natomiast w 2011 r. po raz drugi zwyciężył w mistrzostwach Azerbejdżanu juniorów do 20 lat oraz podzielił I m. w dwóch openach, rozegranych w Isfahanie i Chomein. W 2014 r. zwyciężył w turnieju Troya Festival w Çanakkale.
Najwyższy ranking w dotychczasowej karierze osiągnął 1 października 2018 r., z wynikiem 2538 punktów.